# Convocazioni al campionato mondiale femminile di pallavolo 2018
Elenco delle giocatrici convocate per il campionato mondiale 2018.

## Argentina
| N° | Nome                 | Ruolo | Data di nascita   | Squadra         |
| -- | -------------------- | ----- | ----------------- | --------------- |
| -  | Guillermo Orduna     | All   | 24 agosto 1957    | -               |
| 2  | Agostina Soria       | S     | 9 ottobre 1998    | Vélez Sarsfield |
| 4  | Anahí Tosi           | O     | 10 luglio 1998    | Boca Juniors    |
| 5  | Lucía Fresco         | O     | 14 maggio 1991    | Békéscsabai     |
| 6  | Elina Rodríguez      | S     | 11 febbraio 1997  | San Lorenzo     |
| 9  | Clarisa Sagardía     | P     | 29 giugno 1989    | Vilsbiburg      |
| 10 | Emilce Sosa          | C     | 11 settembre 1987 | São Caetano     |
| 11 | Julieta Lazcano      | C     | 25 giugno 1989    | Saint-Raphaël   |
| 12 | Tatiana Rizzo        | L     | 30 dicembre 1986  | Boca Juniors    |
| 14 | Josefina Fernández   | S     | 17 agosto 1991    | Nyíregyháza     |
| 15 | Antonela Fortuna     | S     | 10 maggio 1995    | San Lorenzo     |
| 16 | Florencia Busquets   | C     | 27 giugno 1989    | Boca Juniors    |
| 19 | Morena Martínez      | L     | 19 febbraio 1993  | Villa Dora      |
| 20 | Valentina Galiano    | P     | 12 agosto 1989    | Boca Juniors    |
| 23 | Victoria Michel Tosi | C     | 1º luglio 1999    | San Lorenzo     |

## Azerbaigian
| N° | Nome                 | Ruolo | Data di nascita  | Squadra         |
| -- | -------------------- | ----- | ---------------- | --------------- |
| -  | Faig Garayev         | All   | 11 gennaio 1959  | -               |
| 2  | Jana Dorošenko       | P     | 5 luglio 1994    | Abşeron         |
| 3  | Anastasija Artem'eva | O     | 4 dicembre 1989  | Venelles        |
| 5  | Odina Əliyeva        | S     | 22 maggio 1990   | Seramiksan      |
| 6  | Ayşən Əbdüləzimova   | C     | 11 aprile 1993   | Azərreyl        |
| 7  | Olena Charčenko      | C     | 25 novembre 1995 | Le Cannet       |
| 8  | Jelyzaveta Ruban     | S     | 3 marzo 1995     | Savino Del Bene |
| 9  | Natalija Kazka       | S     | 2 dicembre 1984  | Dinamo-Kazan    |
| 10 | Jana Matiašovská     | S     | 7 luglio 1987    | Beylikdüzü Vİ   |
| 14 | Krystsina Yagubova   | P     | 13 febbraio 1996 | Azərreyl        |
| 15 | Aynur Kərimova       | C     | 7 dicembre 1988  | Azərreyl        |
| 16 | Iuliia Karimova      | L     | 7 febbraio 1988  | Abşeron         |
| 17 | Polina Rahimova      | O     | 5 giugno 1990    | Fenerbahçe      |
| 18 | Shafagat Alishanova  | P     | 3 agosto 1991    | Azərreyl        |
| 19 | Bəyaz Əliyeva        | L     | 9 giugno 1990    | -               |

## Brasile
| N° | Nome                   | Ruolo | Data di nascita  | Squadra         |
| -- | ---------------------- | ----- | ---------------- | --------------- |
| -  | José Roberto Guimarães | All   | 31 luglio 1954   | Barueri         |
| 1  | Gabriella de Souza     | S     | 14 dicembre 1993 | Rio de Janeiro  |
| 3  | Danielle Lins          | P     | 5 gennaio 1985   | -               |
| 4  | Ana Carolina da Silva  | C     | 8 aprile 1991    | Nilüfer         |
| 5  | Adenízia da Silva      | C     | 18 dicembre 1986 | Savino Del Bene |
| 6  | Thaísa de Menezes      | C     | Template:Data15  | Barueri         |
| 7  | Rosamaria Montibeller  | O     | 9 aprile 1994    | Minas           |
| 9  | Roberta Ratzke         | P     | 28 aprile 1990   | Rio de Janeiro  |
| 10 | Gabriela Guimarães     | S     | 19 maggio 1994   | Rio de Janeiro  |
| 12 | Natália Pereira        | S     | 4 aprile 1989    | Fenerbahçe      |
| 14 | Drussyla Costa         | S     | 1º luglio 1996   | Rio de Janeiro  |
| 16 | Fernanda Garay         | S     | 10 maggio 1986   | Praia Clube     |
| 17 | Suelen Pinto           | L     | 4 ottobre 1987   | Praia Clube     |
| 19 | Tandara Caixeta        | O     | 30 ottobre 1988  | Osasco          |
| 20 | Ana Beatriz Corrêa     | C     | 7 febbraio 1992  | Osasco          |

## Bulgaria
| N° | Nome               | Ruolo | Data di nascita  | Squadra       |
| -- | ------------------ | ----- | ---------------- | ------------- |
| -  | Ivan Petkov        | All   | 18 ottobre 1976  | Marica        |
| 1  | Gergana Dimitrova  | S     | 28 febbraio 1996 | Volero Zurigo |
| 2  | Nasja Dimitrova    | C     | 6 novembre 1992  | Marica        |
| 3  | Kristiana Petrova  | L     | 13 luglio 1997   | Levski Sofia  |
| 4  | Veselina Grigorova | S     | 6 settembre 1995 | Beroe         |
| 6  | Miroslava Paskova  | S     | 16 febbraio 1996 | Levski Sofia  |
| 7  | Lora Kitipova      | P     | 19 maggio 1991   | Marica        |
| 8  | Petja Barakova     | P     | 18 giugno 1994   | Alba-Blaj     |
| 9  | Monika Krasteva    | O     | 9 maggio 1999    | Levski Sofia  |
| 10 | Mira Todorova      | C     | 12 aprile 1994   | Volero Zurigo |
| 11 | Hristina Ruseva    | C     | 1º ottobre 1991  | Galatasaray   |
| 12 | Marija Karakaševa  | S     | 27 ottobre 1988  | Muszyna       |
| 13 | Ivelina Monova     | L     | 17 gennaio 1986  | Marica        |
| 15 | Žana Todorova      | L     | 6 gennaio 1997   | Marica        |
| 18 | Silvana Čauševa    | S     | 19 maggio 1995   | UYBA          |

## Camerun
| N° | Nome                  | Ruolo | Data di nascita   | Squadra           |
| -- | --------------------- | ----- | ----------------- | ----------------- |
| -  | Jean-René Akono       | All   | 4 agosto 1967     | -                 |
| 1  | Stéphanie Fotso       | C     | 25 settembre 1987 | Harnésien         |
| 2  | Christelle Tchoudjang | O     | 7 luglio 1989     | Chamalières       |
| 3  | Théorine Aboa Mbeza   | C     | 25 agosto 1992    | FAP               |
| 6  | Laëtitia Moma Bassoko | O     | 9 ottobre 1993    | Marcq-en-Barœul   |
| 7  | Henriette Koulla      | P     | 14 settembre 1992 | Gacko             |
| 9  | Honorine Djakao       | P     | 27 febbraio 1992  | -                 |
| 10 | Berthrade Bikatal     | S     | 23 giugno 1992    | Bordeaux-Mérignac |
| 11 | Victoire Ngon Ntame   | L     | 31 dicembre 1985  | INJS              |
| 12 | Fawziya Abdoulkarim   | S     | 1º marzo 1989     | Sens              |
| 14 | Yolande Amana         | P     | 15 settembre 1997 | Bafia             |
| 15 | Emelda Piata Zessi    | C     | 8 aprile 1997     | Bafia             |
| 16 | Estelle Adiana        | O     | 14 maggio 1997    | -                 |
| 19 | Davina Ngaméni        | L     | 14 novembre 2002  | Bafia             |
| 20 | Manuela Bibindé       | C     | 23 aprile 2002    | Bafia             |

## Canada
| N° | Nome                | Ruolo | Data di nascita  | Squadra           |
| -- | ------------------- | ----- | ---------------- | ----------------- |
| -  | Marcello Abbondanza | All   | 24 agosto 1970   | Casalmaggiore     |
| 1  | Jessica Niles       | L     | 14 luglio 1993   | Klagenfurt        |
| 2  | Autumn Bailey       | S     | 2 giugno 1995    | Michigan State    |
| 4  | Kyla Richey         | S     | 20 giugno 1989   | Jakarta Pertamina |
| 5  | Danielle Smith      | P     | 29 aprile 1990   | Târgoviște        |
| 7  | Brianna Beamish     | S     | 4 settembre 1993 | RC Cannes         |
| 8  | Alicia Ogoms        | C     | 2 aprile 1994    | SAB               |
| 9  | Alexa Gray          | S     | 7 agosto 1994    | Soverato          |
| 11 | Anna Feore          | L     | 23 novembre 1996 | Toronto           |
| 12 | Jennifer Cross      | C     | 4 luglio 1992    | Újpest            |
| 16 | Shainah Joseph      | O     | 15 maggio 1995   | Marica            |
| 19 | Marie-Alex Bélanger | S     | 13 aprile 1993   | Montréal          |
| 22 | Megan Cyr           | P     | 1º giugno 1990   | Casalmaggiore     |
| 23 | Emily Maglio        | C     | 1º giugno 1996   | Hawaii            |
| 25 | Kiera Van Ryk       | O     | 6 gennaio 1999   | British Columbia  |

## Cina
| N° | Nome            | Ruolo | Data di nascita  | Squadra   |
| -- | --------------- | ----- | ---------------- | --------- |
| -  | Lang Ping       | All   | 10 dicembre 1960 | -         |
| 1  | Yuan Xinyue     | C     | 21 dicembre 1996 | Jiangsu   |
| 2  | Zhu Ting        | S     | 29 novembre 1994 | VakıfBank |
| 4  | Yang Hanyu      | C     | 12 ottobre 1999  | Beijing   |
| 5  | Hu Mingyuan     | C     | 17 maggio 1996   | Liaoning  |
| 6  | Gong Xiangyu    | O     | 21 aprile 1997   | Jiangsu   |
| 8  | Zeng Chunlei    | O     | 3 novembre 1989  | Beijing   |
| 9  | Zhang Changning | S     | 6 novembre 1995  | Jiangsu   |
| 10 | Liu Xiaotong    | S     | 16 febbraio 1990 | Tianjin   |
| 11 | Yao Di          | P     | 15 agosto 1992   | Tianjin   |
| 12 | Li Yingying     | S     | 19 febbraio 2000 | Tianjin   |
| 15 | Lin Li          | L     | 15 luglio 1992   | Zhejiang  |
| 16 | Ding Xia        | P     | 13 gennaio 1990  | Liaoning  |
| 17 | Yan Ni          | C     | 2 marzo 1987     | Liaoning  |
| 18 | Wang Mengjie    | L     | 14 novembre 1995 | Beijing   |

## Corea del Sud
| N° | Nome           | Ruolo | Data di nascita  | Squadra           |
| -- | -------------- | ----- | ---------------- | ----------------- |
| -  | Cha Hae-won    | All   | 30 maggio 1961   | Jungang HS        |
| 1  | Park Eun-jin   | C     | 15 dicembre 1999 | Sunmyung HS       |
| 2  | Lee Ju-ah      | C     | 21 agosto 2000   | Wongok HS         |
| 3  | Jung Ho-young  | C     | 23 agosto 2001   | Sunmyung HS       |
| 5  | Lee Hyo-hee    | P     | 9 settembre 1980 | Korea Expressway  |
| 6  | Lee Na-yeon    | P     | 25 marzo 1992    | GS Caltex Seoul   |
| 7  | Kim Hae-ran    | L     | 16 marzo 1984    | Pink Spiders      |
| 9  | Oh Ji-young    | L     | 11 luglio 1988   | KGC Ginseng       |
| 10 | Kim Yeon-koung | S     | 26 febbraio 1988 | Shanghai          |
| 11 | Kim Su-ji      | C     | 11 luglio 1987   | IBK Altos         |
| 12 | Lee So-young   | S     | 17 ottobre 1994  | GS Caltex Seoul   |
| 13 | Park Jeong-ah  | S     | 26 marzo 1993    | Korea Expressway  |
| 14 | Yang Hyo-jin   | C     | 14 dicembre 1989 | Hyundai Hillstate |
| 17 | Lee Jae-yeong  | S     | 15 ottobre 1996  | Pink Spiders      |
| 20 | Na Hyun-jung   | L     | 10 marzo 1990    | GS Caltex Seoul   |

## Cuba
| N° | Nome              | Ruolo | Data di nascita  | Squadra                   |
| -- | ----------------- | ----- | ---------------- | ------------------------- |
| -  | Tomás Fernández   | All   | -                | -                         |
| 1  | Claudia Hernández | S     | 9 gennaio 1997   | Ciudad Habana             |
| 4  | Lianny Tamayo     | L     | 30 aprile 1999   | -                         |
| 7  | Evilania Martínez | S     | 11 gennaio 2000  | -                         |
| 8  | Diaris Pérez      | S     | 16 novembre 1998 | Circolo Sportivo Italiano |
| 11 | Gretell Moreno    | P     | 30 gennaio 1998  | Granma                    |
| 12 | Ailama Cesé       | S     | 29 ottobre 2000  | Mayabeque                 |
| 14 | Jessica Aguilera  | C     | 25 maggio 1999   | Ciudad Habana             |
| 17 | Kitania Medina    | O     | 24 febbraio 1999 | Ciudad Habana             |
| 19 | Laura Suárez      | C     | 13 dicembre 1998 | César Vallejo             |
| 22 | Egli Sabin        | P     | 25 novembre 1991 | -                         |
| 23 | Daima del Río     | C     | 9 settembre 2000 | Ciudad Habana             |
| 25 | Ivy Vila          | S     | 22 luglio 2001   | Camagüey                  |

## Germania
| N° | Nome                | Ruolo | Data di nascita   | Squadra             |
| -- | ------------------- | ----- | ----------------- | ------------------- |
| -  | Felix Koslowski     | All   | 18 marzo 1984     | Schweriner          |
| 1  | Lenka Dürr          | L     | 10 dicembre 1990  | Târgoviște          |
| 2  | Pia Kästner         | P     | 29 giugno 1998    | MTV Stoccarda       |
| 3  | Denise Hanke        | P     | 31 agosto 1989    | Schweriner          |
| 4  | Maren Brinker       | S     | 10 luglio 1986    | Çanakkale           |
| 5  | Jana Franziska Poll | S     | 7 maggio 1988     | Olympiakos          |
| 6  | Jennifer Geerties   | S     | 5 aprile 1994     | Schweriner          |
| 8  | Kimberly Drewniok   | O     | 11 agosto 1997    | Wiesbaden           |
| 10 | Lena Stigrot        | S     | 20 dicembre 1994  | Vilsbiburg          |
| 11 | Louisa Lippmann     | O     | 23 settembre 1994 | Schweriner          |
| 14 | Marie Schölzel      | C     | 1º agosto 1997    | Schweriner          |
| 15 | Barbara Wezorke     | C     | 12 aprile 1993    | Dresdner            |
| 17 | Anna Pogany         | L     | 21 luglio 1994    | Sm'Aesch Pfeffingen |
| 21 | Ivana Vanjak        | S     | 30 maggio 1995    | Münster             |
| 22 | Lisa Gründing       | C     | 2 dicembre 1991   | Potsdam             |

## Giappone
| N° | Nome             | Ruolo | Data di nascita  | Squadra           |
| -- | ---------------- | ----- | ---------------- | ----------------- |
| -  | Kumi Nakada      | All   | 3 settembre 1965 | -                 |
| 1  | Miyu Nagaoka     | O     | 25 luglio 1991   | Hisamitsu Springs |
| 2  | Sarina Koga      | S     | 21 maggio 1996   | NEC Red Rockets   |
| 3  | Nana Iwasaka     | C     | 3 luglio 1990    | Hisamitsu Springs |
| 4  | Risa Shinnabe    | S     | 11 luglio 1990   | Hisamitsu Springs |
| 5  | Erika Araki      | C     | 3 agosto 1984    | Toyota Queenseis  |
| 7  | Yuki Ishii       | S     | 8 maggio 1991    | Hisamitsu Springs |
| 8  | Mami Uchiseto    | S     | 25 ottobre 1991  | Hermaea           |
| 9  | Haruyo Shimamura | C     | 4 marzo 1992     | NEC Red Rockets   |
| 10 | Koyomi Tominaga  | P     | 1º maggio 1989   | Ageo Medics       |
| 13 | Mai Okumura      | C     | 31 ottobre 1990  | JT Marvelous      |
| 15 | Kotoe Inoue      | L     | 15 febbraio 1990 | JT Marvelous      |
| 16 | Mako Kobata      | L     | 15 agosto 1992   | JT Marvelous      |
| 21 | Ai Kurogo        | S     | 14 giugno 1998   | Toray Arrows      |
| 22 | Kanami Tashiro   | P     | 24 marzo 1991    | Toray Arrows      |

## Italia
| N° | Nome                  | Ruolo | Data di nascita   | Squadra         |
| -- | --------------------- | ----- | ----------------- | --------------- |
| -  | Davide Mazzanti       | All   | 15 ottobre 1976   | -               |
| 1  | Serena Ortolani       | O     | 7 gennaio 1987    | Pro Victoria    |
| 3  | Carlotta Cambi        | P     | 28 maggio 1996    | Pesaro          |
| 5  | Ofelia Malinov        | P     | 29 febbraio 1996  | Bergamo         |
| 6  | Monica De Gennaro     | L     | 8 gennaio 1987    | Imoco           |
| 7  | Sylvia Nwakalor       | O     | 12 agosto 1999    | Club Italia     |
| 10 | Cristina Chirichella  | C     | 10 febbraio 1994  | AGIL            |
| 11 | Anna Danesi           | C     | 20 aprile 1996    | Imoco           |
| 13 | Sarah Fahr            | C     | 12 settembre 2001 | Club Italia     |
| 14 | Elena Pietrini        | S     | 17 marzo 2000     | Club Italia     |
| 15 | Marina Lubian         | C     | 11 aprile 2000    | Club Italia     |
| 16 | Lucia Bosetti         | S     | 9 luglio 1989     | Savino Del Bene |
| 17 | Myriam Sylla          | S     | 8 gennaio 1995    | Bergamo         |
| 18 | Paola Egonu           | O     | 18 dicembre 1998  | AGIL            |
| 20 | Beatrice Parrocchiale | L     | 26 dicembre 1995  | San Casciano    |

## Kazakistan
| N° | Nome                   | Ruolo | Data di nascita  | Squadra       |
| -- | ---------------------- | ----- | ---------------- | ------------- |
| -  | Vyacheslav Shapran     | All   | -                | -             |
| 1  | Tatyana Fendrikova     | L     | 23 febbraio 1990 | Almatı        |
| 3  | Sana Anarkulova        | S     | 21 luglio 1989   | Altay         |
| 4  | Yekaterina Zhdanova    | O     | 28 maggio 1992   | Žetysu        |
| 6  | Natalya Akilova        | P     | 31 maggio 1993   | Altay         |
| 7  | Inna Yakovleva         | S     | 4 marzo 1988     | Žetysu        |
| 11 | Katerina Tatko         | S     | 15 dicembre 1999 | Žetysu        |
| 12 | Yana Petrenko          | C     | 30 luglio 1990   | Almatı        |
| 13 | Radmila Beresneva      | S     | 6 giugno 1983    | Altay         |
| 14 | Alessya Safronova      | C     | 10 febbraio 1986 | Beylikdüzü Vİ |
| 15 | Aliya Batkuldina       | P     | 18 novembre 1995 | Žetysu        |
| 16 | Yekaterina Razorenkova | S     | 3 giugno 1993    | Almatı        |
| 19 | Kristina Belova        | O     | 29 novembre 1998 | Altay 2       |
| 22 | Zhanna Syroyeshkina    | S     | 4 giugno 1999    | Almatı        |
| 24 | Kristina Karapetian    | O     | 3 agosto 1992    | Žetysu        |

## Kenya
| N° | Nome               | Ruolo | Data di nascita  | Squadra        |
| -- | ------------------ | ----- | ---------------- | -------------- |
| -  | Japheth Munala     | All   | 30 novembre 1963 | -              |
| 1  | Jane Wairimu       | P     | 24 marzo 1985    | Kenya Prisons  |
| 2  | Christine Psiwa    | C     | 1º aprile 1992   | Kenya Pipeline |
| 3  | Violet Makuto      | O     | 20 maggio 1993   | Al-Wasl        |
| 4  | Leonida Kasaya     | S     | 10 ottobre 1993  | Kenya Pipeline |
| 5  | Sharon Chepchumba  | O     | 26 ottobre 1998  | Kenya Prisons  |
| 7  | Janet Wanja        | P     | 24 febbraio 1984 | Kenya Pipeline |
| 8  | Triza Atuka        | C     | 14 aprile 1992   | Kenya Pipeline |
| 9  | Elizabeth Wanyama  | L     | 27 maggio 1987   | Kenya Prisons  |
| 10 | Noel Murambi       | S     | 29 gennaio 1989  | Kenya Pipeline |
| 14 | Mercy Moim         | S     | 1º gennaio 1989  | Kenya Prisons  |
| 15 | Lorine Chebet      | S     | 8 ottobre 1999   | Kenya Prisons  |
| 16 | Agripina Kundu     | L     | 24 aprile 1993   | Kenya Pipeline |
| 18 | Emmaculate Chemtai | O     | 14 ottobre 1993  | Kenya Prisons  |
| 19 | Edith Mukuvilani   | C     | 20 luglio 1994   | Kenya Prisons  |

## Messico
| N° | Nome              | Ruolo | Data di nascita   | Squadra              |
| -- | ----------------- | ----- | ----------------- | -------------------- |
| -  | Ricardo Naranjo   | All   | -                 | -                    |
| 1  | Uxue Guereca      | S     | 12 febbraio 2001  | Spartans             |
| 2  | Lizeth López      | L     | 14 maggio 1990    | -                    |
| 3  | Sanay Sashiko     | P     | 13 maggio 1995    | -                    |
| 4  | Ana Nieto         | C     | 18 gennaio 1994   | -                    |
| 5  | Andrea Rangel     | O     | 19 maggio 1993    | Nuevo León           |
| 6  | Samantha Bricio   | S     | 22 novembre 1994  | Imoco                |
| 8  | Dulce Carranza    | S     | 29 giugno 1990    | -                    |
| 9  | Diana Valdez      | S     | 11 gennaio 1997   | -                    |
| 12 | Joseline Landeros | L     | 20 dicembre 2000  | Cafeteras de Córdoba |
| 13 | Mónica Moreno     | C     | 27 aprile 1995    | Tigrillas UANL       |
| 14 | Grecia Castro     | S     | 5 marzo 2001      | -                    |
| 15 | Ana Valle         | C     | 31 maggio 1996    | Texas Christian      |
| 16 | Melanie Parra     | S     | 12 settembre 2002 | Tigrillas UANL       |
| 22 | Valeria Salinas   | P     | 2 giugno 2000     | -                    |

## Paesi Bassi
| N° | Nome                   | Ruolo | Data di nascita   | Squadra       |
| -- | ---------------------- | ----- | ----------------- | ------------- |
| -  | Jamie Morrison         | All   | 12 novembre 1980  | -             |
| 1  | Kirsten Knip           | L     | 14 settembre 1992 | PTSV Aachen   |
| 3  | Yvon Beliën            | C     | 28 dicembre 1993  | Bursa BB      |
| 4  | Celeste Plak           | S     | 26 ottobre 1995   | AGIL          |
| 6  | Maret Grothues         | S     | 16 settembre 1988 | Casalmaggiore |
| 7  | Juliet Lohuis          | C     | 10 settembre 1996 | Münster       |
| 9  | Myrthe Schoot          | L     | 29 agosto 1988    | Dresdner      |
| 10 | Lonneke Slöetjes       | O     | 15 novembre 1990  | VakıfBank     |
| 11 | Anne Buijs             | S     | 2 dicembre 1991   | Nilüfer       |
| 12 | Britt Bongaerts        | P     | 3 novembre 1996   | PTSV Aachen   |
| 14 | Laura Dijkema          | P     | 18 febbraio 1990  | San Casciano  |
| 17 | Nicole Oude Luttikhuis | C     | 26 dicembre 1997  | PTSV Aachen   |
| 18 | Marrit Jasper          | S     | 28 febbraio 1996  | Dresdner      |
| 20 | Tessa Polder           | C     | 10 ottobre 1997   | PTSV Aachen   |
| 22 | Nicole Koolhaas        | C     | 31 gennaio 1991   | CSM Bucarest  |

## Porto Rico
| N° | Nome              | Ruolo | Data di nascita   | Squadra          |
| -- | ----------------- | ----- | ----------------- | ---------------- |
| -  | José Mieles       | All   | -                 | -                |
| 1  | Daly Santana      | S     | 19 febbraio 1995  | San Casciano     |
| 2  | Shara Venegas     | L     | 18 settembre 1992 | Bauru            |
| 3  | Valeria León      | L     | 21 maggio 1995    | -                |
| 4  | Raymariely Santos | P     | 13 aprile 1992    | -                |
| 5  | Julymar Otero     | P     | 31 ottobre 1996   | Towson           |
| 7  | Stephanie Enright | S     | 15 dicembre 1990  | AGIL             |
| 11 | Karina Ocasio     | O     | 1º agosto 1985    | Jakarta BNI      |
| 12 | Neira Ortiz       | C     | 6 luglio 1993     | Alianza Lima     |
| 14 | Natalia Valentín  | P     | 12 settembre 1989 | Saint-Raphaël    |
| 17 | Noami Santos      | S     | 29 novembre 1995  | JAV Olímpico     |
| 18 | Alba Hernández    | C     | 3 ottobre 1995    | -                |
| 19 | Ana Sofía Jusino  | C     | 5 gennaio 1995    | -                |
| 22 | Adriana Viñas     | L     | 1º marzo 1994     | -                |
| 23 | Diana Reyes       | C     | 29 aprile 1993    | Sporting Cristal |

## Rep. Dominicana
| N° | Nome                | Ruolo | Data di nascita   | Squadra    |
| -- | ------------------- | ----- | ----------------- | ---------- |
| -  | Marcos Kwiek        | All   | 18 luglio 1967    | -          |
| 1  | Annerys Vargas      | C     | 7 agosto 1981     | Caribeñas  |
| 3  | Lisvel Eve          | S     | 10 settembre 1991 | Caribeñas  |
| 5  | Brenda Castillo     | L     | 5 giugno 1992     | Cristo Rey |
| 6  | Camil Domínguez     | P     | 7 dicembre 1991   | Caribeñas  |
| 7  | Niverka Marte       | P     | 19 ottobre 1990   | Guerreras  |
| 8  | Cándida Arias       | C     | 11 marzo 1992     | Caribeñas  |
| 14 | Prisilla Rivera     | S     | 29 dicembre 1984  | Caribeñas  |
| 16 | Yonkaira Peña       | S     | 10 maggio 1993    | Guerreras  |
| 17 | Gina Mambrú         | O     | 21 gennaio 1986   | Caribeñas  |
| 18 | Bethania de la Cruz | S     | 13 maggio 1987    | Mirador    |
| 20 | Brayelin Martínez   | S     | 11 settembre 1996 | Caribeñas  |
| 21 | Jineiry Martínez    | C     | 3 dicembre 1997   | Guerreras  |
| 23 | Gaila González      | O     | 25 giugno 1997    | Cristo Rey |
| 25 | Larysmer Martínez   | L     | 18 ottobre 1996   | Guerreras  |

## Russia
| N° | Nome               | Ruolo | Data di nascita   | Squadra          |
| -- | ------------------ | ----- | ----------------- | ---------------- |
| -  | Vadim Pankov       | All   | 1º giugno 1964    | Zareč'e Odincovo |
| 2  | Dar'ja Talyševa    | L     | 16 ottobre 1991   | Dinamo Mosca     |
| 3  | Ekaterina Efimova  | C     | 3 luglio 1993     | Enisej           |
| 6  | Irina Zarjažko     | C     | 4 ottobre 1991    | Dinamo-Kazan     |
| 7  | Tat'jana Romanova  | P     | 9 settembre 1994  | Uraločka         |
| 8  | Natalija Hončarova | O     | 1º giugno 1989    | Dinamo Mosca     |
| 9  | Alla Galeeva       | L     | 15 aprile 1992    | Proton           |
| 11 | Ekaterina Bogačëva | C     | 2 gennaio 1990    | Dinamo Mosca     |
| 13 | Evgenija Starceva  | P     | 12 febbraio 1989  | Dinamo-Kazan     |
| 14 | Irina Fetisova     | C     | 7 settembre 1994  | Dinamo Mosca     |
| 16 | Irina Voronkova    | S     | 20 ottobre 1995   | Dinamo-Kazan     |
| 18 | Ksenija Il'čenko   | S     | 31 ottobre 1994   | Uraločka         |
| 19 | Ol'ga Birjukova    | S     | 19 settembre 1994 | Beşiktaş         |
| 20 | Dar'ja Malygina    | C     | 4 aprile 1994     | Dinamo-Kazan     |
| 21 | Anna Kotikova      | S     | 13 ottobre 1999   | Dinamo-Kazan     |

## Serbia
| N° | Nome                | Ruolo | Data di nascita | Squadra       |
| -- | ------------------- | ----- | --------------- | ------------- |
| -  | Zoran Terzić        | All   | 9 luglio 1966   | Dinamo Mosca  |
| 1  | Bianka Buša         | S     | 25 luglio 1994  | Chemik Police |
| 4  | Bojana Živković     | P     | 29 marzo 1988   | Volero Zurigo |
| 6  | Tijana Malešević    | S     | 18 marzo 1991   | Alba-Blaj     |
| 9  | Brankica Mihajlović | S     | 13 aprile 1991  | JT Marvelous  |
| 10 | Maja Ognjenović     | P     | 6 agosto 1984   | Eczacıbaşı    |
| 11 | Stefana Veljković   | C     | 9 gennaio 1990  | Chemik Police |
| 12 | Teodora Pušić       | L     | 12 marzo 1993   | MTV Stoccarda |
| 13 | Ana Bjelica         | O     | 3 aprile 1992   | Volero Zurigo |
| 14 | Maja Aleksić        | C     | 6 giugno 1997   | Vizura        |
| 15 | Jovana Stevanović   | C     | 30 giugno 1992  | Casalmaggiore |
| 16 | Milena Rašić        | C     | 25 ottobre 1990 | VakıfBank     |
| 17 | Silvija Popović     | L     | 15 marzo 1986   | Volero Zurigo |
| 18 | Tijana Bošković     | O     | 8 marzo 1997    | Eczacıbaşı    |
| 19 | Bojana Milenković   | S     | 6 marzo 1997    | Stella Rossa  |

## Stati Uniti
| N° | Nome              | Ruolo | Data di nascita  | Squadra      |
| -- | ----------------- | ----- | ---------------- | ------------ |
| -  | Karch Kiraly      | All   | 3 novembre 1960  | -            |
| 1  | Micha Hancock     | P     | 10 novembre 1992 | Pro Victoria |
| 3  | Carli Lloyd       | P     | 6 agosto 1989    | Barueri      |
| 5  | Rachael Adams     | C     | 3 giugno 1990    | Eczacıbaşı   |
| 6  | TeTori Dixon      | C     | 4 agosto 1992    | Pro Victoria |
| 8  | Lauren Gibbemeyer | C     | 8 settembre 1988 | AGIL         |
| 10 | Jordan Larson     | S     | 16 ottobre 1986  | Eczacıbaşı   |
| 12 | Kelly Murphy      | O     | 20 ottobre 1989  | -            |
| 13 | Sarah Wilhite     | S     | 30 luglio 1995   | UYBA         |
| 14 | Michelle Bartsch  | S     | 12 febbraio 1990 | UYBA         |
| 15 | Kimberly Hill     | S     | 30 novembre 1989 | Imoco        |
| 16 | Foluke Akinradewo | C     | 5 ottobre 1987   | SAGA Springs |
| 17 | Megan Courtney    | S     | 27 ottobre 1993  | Çanakkale    |
| 23 | Kelsey Robinson   | S     | 25 giugno 1992   | VakıfBank    |
| 24 | Karsta Lowe       | O     | 2 febbraio 1993  | -            |

## Thailandia
| N° | Nome                      | Ruolo | Data di nascita  | Squadra           |
| -- | ------------------------- | ----- | ---------------- | ----------------- |
| -  | Danai Sriwatcharamethakul | All   | 5 ottobre 1970   | -                 |
| 2  | Piyanut Pannoy            | L     | 10 novembre 1989 | Altay             |
| 3  | Pornpun Guedpard          | P     | 5 maggio 1993    | Sisaket           |
| 4  | Thatdao Nuekjang          | C     | 3 febbraio 1994  | Idea Khonkaen     |
| 5  | Pleumjit Thinkaow         | C     | 9 novembre 1983  | Bangkok Glass     |
| 6  | Onuma Sittirak            | S     | 13 giugno 1986   | Nakhon Ratchasima |
| 8  | Watchareeya Nuanjam       | C     | 22 luglio 1996   | -                 |
| 10 | Wilavan Apinyapong        | S     | 6 giugno 1984    | Sisaket           |
| 13 | Nootsara Tomkom           | P     | 7 luglio 1985    | Supreme Chonburi  |
| 14 | Chitaporn Kamlangmak      | C     | 17 marzo 1996    | Idea Khonkaen     |
| 15 | Malika Kanthong           | O     | 8 gennaio 1987   | Supreme Chonburi  |
| 16 | Pimpichaya Kokram         | O     | 16 giugno 1998   | Nakornnonthaburi  |
| 18 | Ajcharaporn Kongyot       | S     | 18 giugno 1995   | Sisaket           |
| 19 | Chatchu-on Moksri         | S     | 6 novembre 1999  | Nakhon Ratchasima |
| 20 | Supattra Pairoj           | L     | 27 giugno 1990   | Supreme Chonburi  |

## Trinidad e Tobago
| N° | Nome                | Ruolo | Data di nascita | Squadra               |
| -- | ------------------- | ----- | --------------- | --------------------- |
| -  | Francisco Cruz      | All   | -               | -                     |
| 2  | Jalicia Ross        | C     | 26 luglio 1984  | -                     |
| 3  | Channon Thompson    | S     | 29 marzo 1994   | UTT                   |
| 4  | Kelly-Anne Billingy | S     | 15 maggio 1986  | -                     |
| 5  | Delicia Pierre      | S     | 11 ottobre 1991 | -                     |
| 6  | Sinead Jack         | C     | 8 novembre 1993 | Galatasaray           |
| 7  | Kiune Fletcher      | S     | 14 maggio 2002  | -                     |
| 8  | Darlene Ramdin      | C     | 5 agosto 1989   | Generika Ayala        |
| 10 | Taija Thomas        | O     | 24 ottobre 1996 | Florida International |
| 11 | Afesha Olton        | L     | 22 maggio 1992  | UTT                   |
| 12 | Renele Forde        | P     | 6 agosto 1990   | Svedala               |
| 15 | Latisha Morain      | S     | 28 giugno 1997  | UTT                   |
| 16 | Krystle Esdelle     | O     | 1º agosto 1984  | Pursaklar             |

## Turchia
| N° | Nome              | Ruolo | Data di nascita   | Squadra      |
| -- | ----------------- | ----- | ----------------- | ------------ |
| -  | Giovanni Guidetti | All   | 20 settembre 1972 | VakıfBank    |
| 1  | Gizem Örge        | L     | 26 aprile 1993    | VakıfBank    |
| 2  | Simge Aköz        | L     | 23 aprile 1991    | Eczacıbaşı   |
| 3  | Cansu Özbay       | P     | 17 ottobre 1996   | VakıfBank    |
| 4  | Beyza Arıcı       | C     | 27 luglio 1995    | Eczacıbaşı   |
| 5  | Şeyma Ercan       | S     | 5 luglio 1994     | Beşiktaş     |
| 7  | Hande Baladın     | S     | 1º settembre 1997 | Eczacıbaşı   |
| 9  | Meliha İsmailoğlu | S     | 17 settembre 1993 | Eczacıbaşı   |
| 10 | Çağla Akın        | P     | 19 gennaio 1995   | Fenerbahçe   |
| 13 | Meryem Boz        | O     | 3 febbraio 1988   | Seramiksan   |
| 14 | Eda Erdem         | C     | 22 giugno 1987    | Fenerbahçe   |
| 15 | Ebrar Karakurt    | O     | 17 gennaio 2000   | Bahçelievler |
| 18 | Zehra Güneş       | C     | 7 luglio 1999     | VakıfBank    |
| 20 | Aylin Sarıoğlu    | L     | 21 luglio 1995    | Bursa BB     |
| 23 | Derya Cebecioğlu  | S     | 24 ottobre 2000   | Bahçelievler |